# Anaglyptus mysticus
Anaglyptus mysticus es una especie de escarabajo longicornio del género Anaglyptus, tribu Anaglyptini. Fue descrita científicamente por Linné en 1758.
Las larvas se alimentan en una variedad de especies herbáceas o árboles cauducos, como Corylus avellana, Carpinus betulus, Fagus sylvatica, Acer campestre, Sambucus racemosa,así como Alnus, Crataegus, Rosa, Quercus. Los adultos se encuentran en flores, las larvas en ramas muertas o tocones.
Se distribuye por Albania, Alemania, Inglaterra, Austria, Bélgica, Bosnia y Herzegovina, Bulgaria, Croacia, Dinamarca, España, Estonia, Francia, Grecia, Hungría, Italia, Letonia, Lituania, Luxemburgo, Macedonia, Moldavia, Noruega, Nueva Guinea, Países Bajos, Polonia, Rumania, Eslovaquia, Eslovenia, Suiza, República Checa, Turquía, Ucrania (Crimea) y Yugoslavia. Mide 6-14 milímetros de longitud. El período de vuelo ocurre en los meses de abril, mayo, junio, julio y agosto.

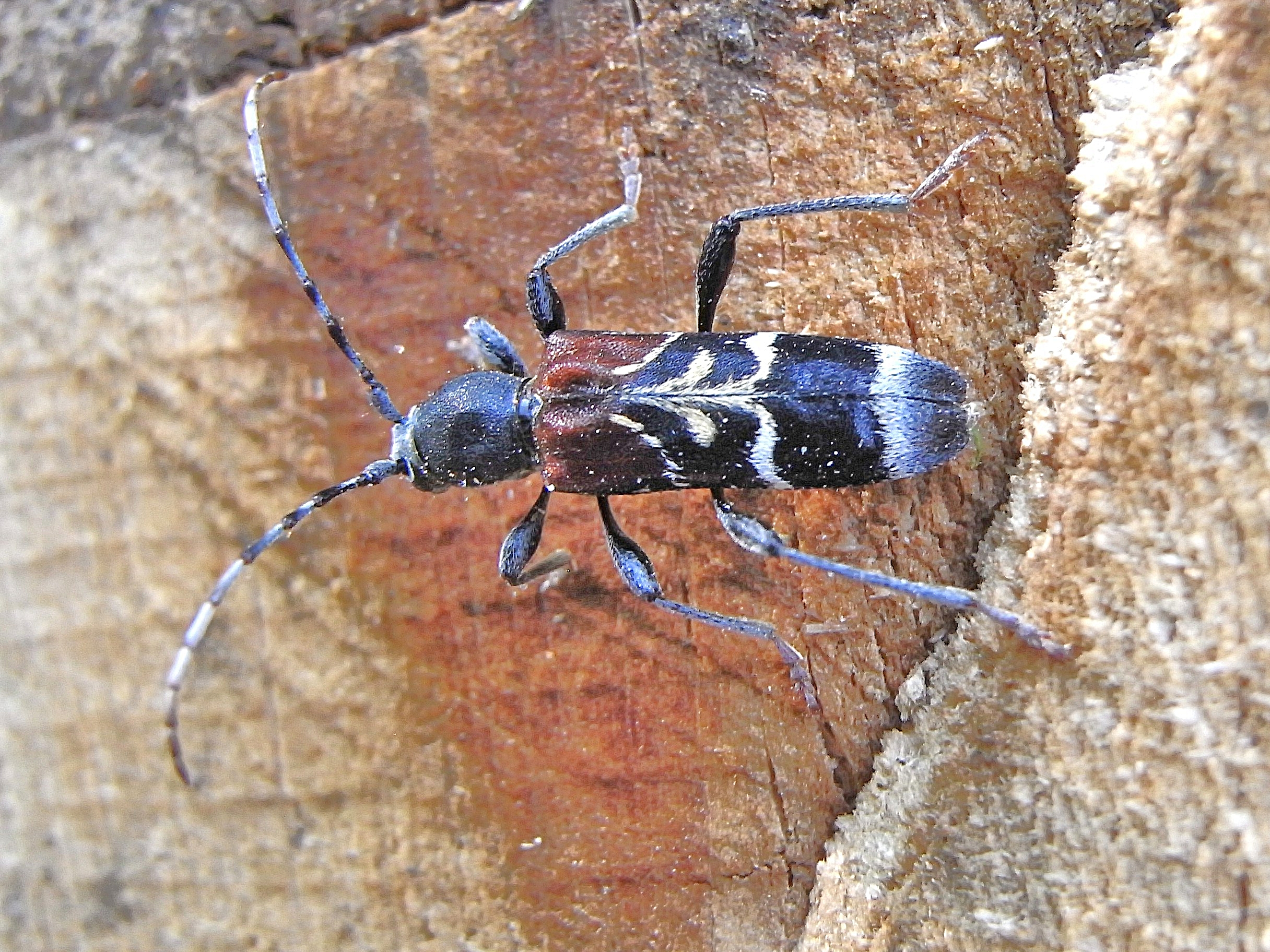
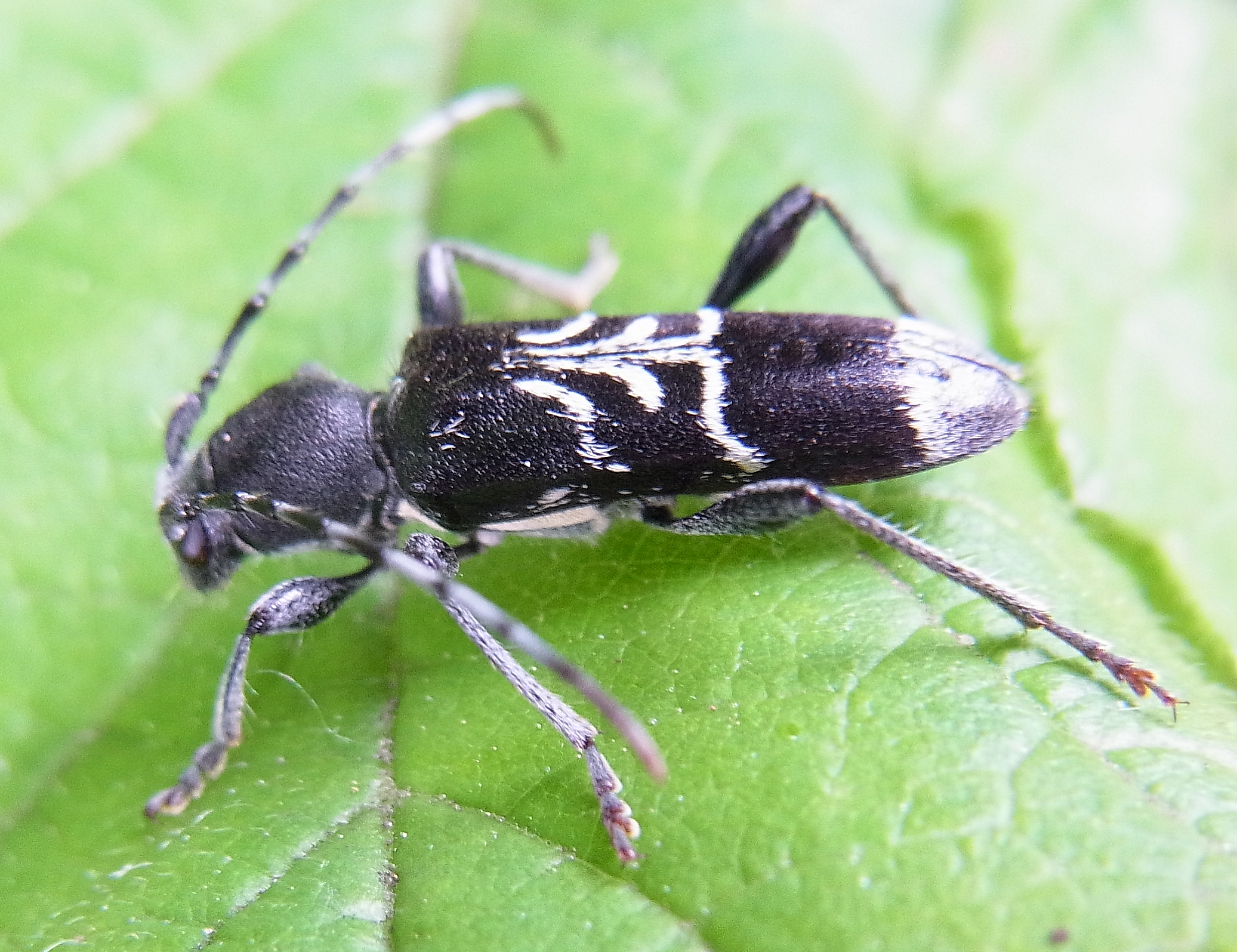
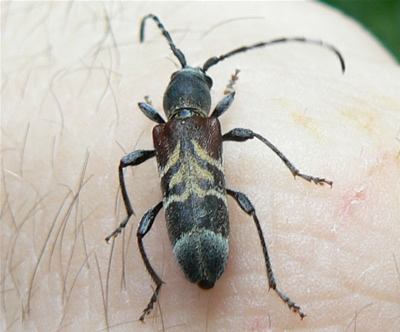
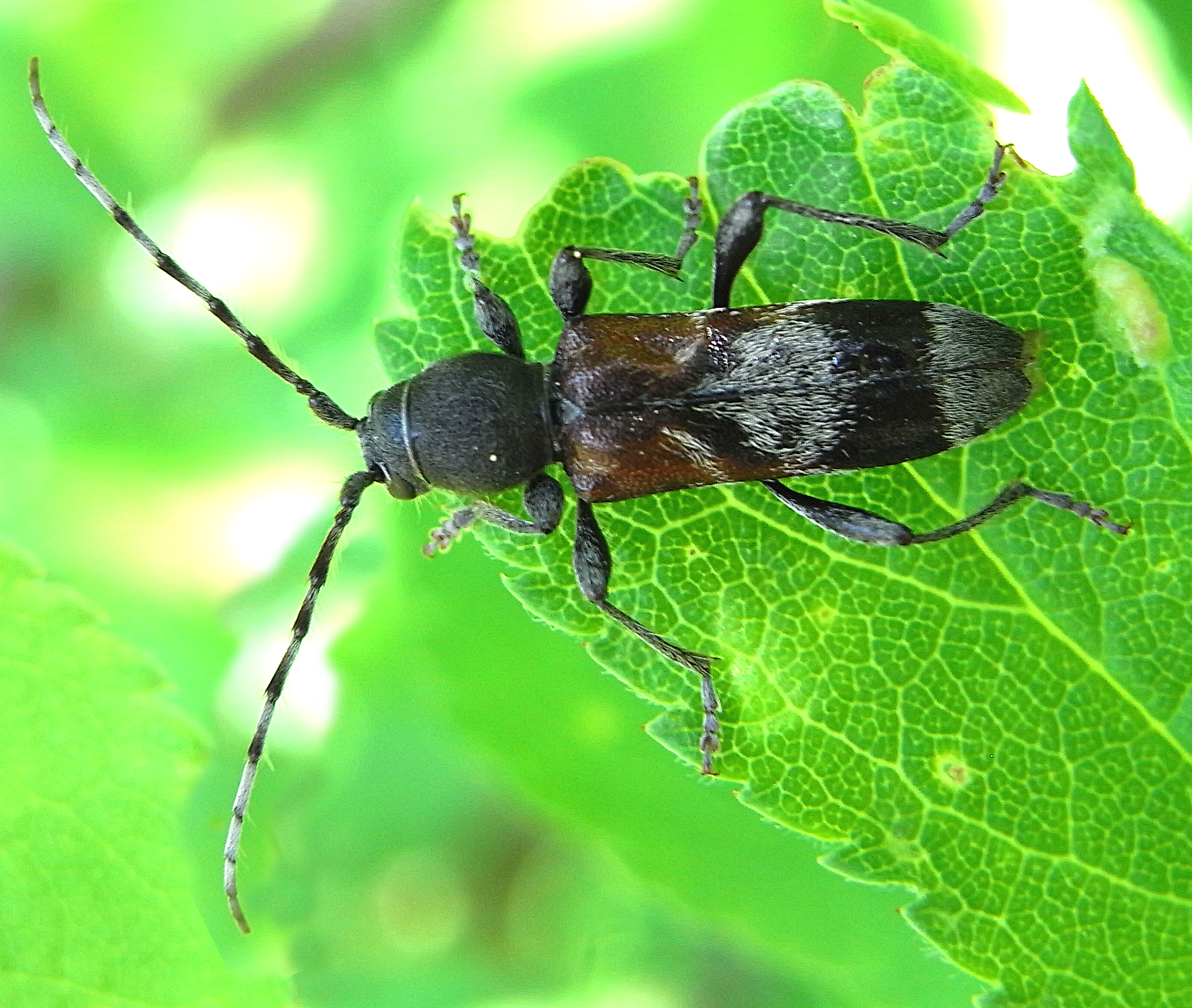
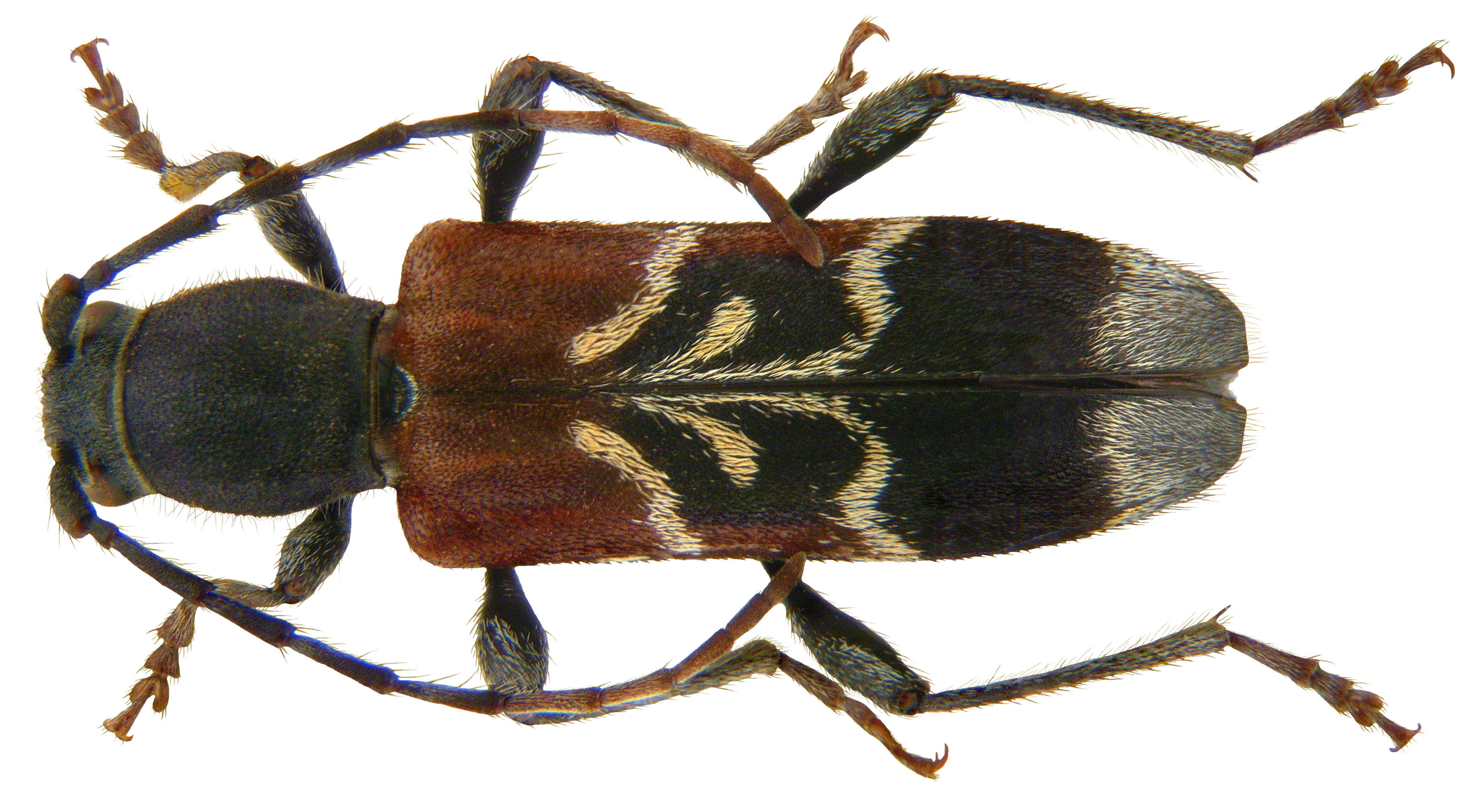